# Casa Ràfols (Gelida)
La Casa Ràfols és una obra modernista de Gelida (Alt Penedès) protegida com a Bé Cultural d'Interès Local.

## Descripció
Edifici entre mitgeres d'una crugia. Consta de planta principal elevada i un pis, sota coberta de teula àrab. Com a element remarcable es pot esmentar el gran finestral de la planta principal, amb decoració modernista, i el capcer amb esgrafiats i rajoles vidriades.